# AMAP ADS
AMAP ADS — AMAP (Advanced Modular Armor Protection) Active Defence System — комплекс активной защиты боевых бронированных машин (ББМ).
AMAP ADS разработан немецкой компанией ADS Gesellschaft für Aktive Schutzsysteme, дочерним подразделением компании IBD Deisenroth Engineering, в качестве составной части и одного из сегментов единой концепции всеракурсной защиты боевых машин Advanced Modular Armor Protection или AMAP. Благодаря модульному принципу построения, концепция защиты AMAP применима для боевых бронированных машин различного назначения и различных весовых категорий. На малых дальностях КАЗ AMAP-ADS позволяет создавать всеракурсную защиту машины по полной сфере с уровнем защищённости, не реализуемым при использовании одних лишь пассивных компонентов защиты.

## Конструктивное решение комплекса

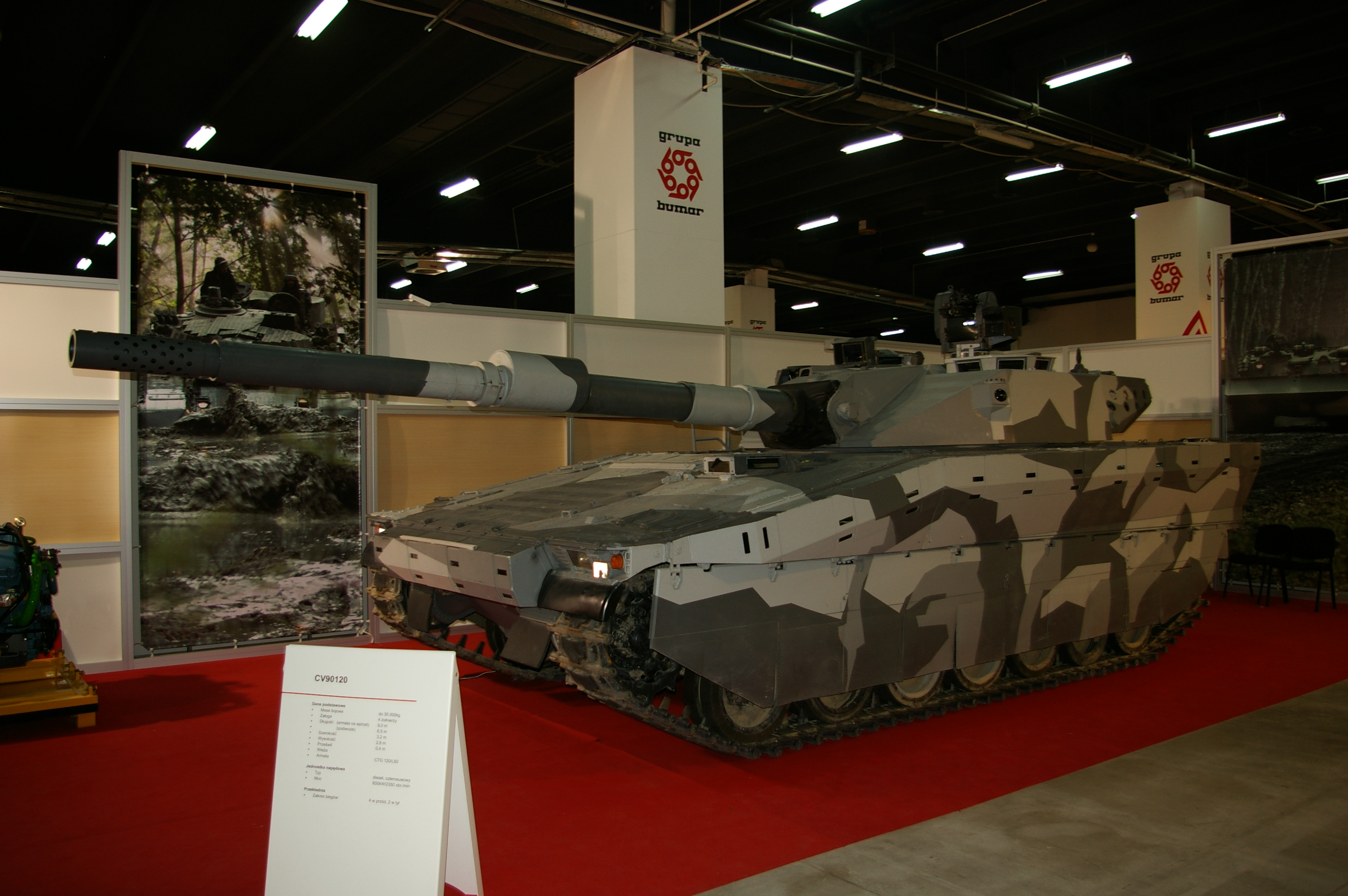
Опытный образец боевой машины CV90120, оснащенной КАЗ AMAP ADS

Комплекс AMAP-ADS состоит из двухступенчатой системы датчиков, в которой датчик предупреждения сканирует свой конкретный сектор относительно наличия любых приближающихся объектов вплоть до примерно 10 м, и в случае обнаружения, передает данные на второй датчик. Система датчиков, которая отвечает за противодействие угрозе, отслеживает, измеряет и определяет тип снаряда. Все данные передаются на центральный компьютер, который выдает команду на запуск противоснаряда.
Схема действия — специальный детектор определяет, откуда ведётся огонь, затем бортовой компьютер вычисляет траекторию полёта боеприпаса и дает команду устройству, которое уничтожает его на подлёте. AMAP-ADS требует 560 микросекунд (то есть только 0,56 мс) для всей процедуры защиты, начиная от выявления и полной ликвидации угрозы.
По данным разработчика, комплекс AMAP-ADS способен поражать кумулятивные боеприпасы средств ближнего боя, типа РПГ-7, ПТУР, а также бронебойные подкалиберные снаряды противотанкового оружия.
Конструкция комплекса модульная и может быть адаптирована практически к широкому спектру транспортных средств, её масса 140 кг для легковых автомобилей и до 500 кг для тяжёлых машин.
Вместе с тем, согласно заявлению Ульфа Дайзенрота Ulf Deisenroth, президента и генерального директора компании IBD Deisenroth Engineering, следует учитывать, что «…даже высокоэффективный комплекс активной защиты (КАЗ) широкого спектра действия всегда должен „опираться“ на значительную массу пассивной защиты, зависящую от весовой категории машины. Например, в настоящее время можно говорить, что для ББМ легкой весовой категории, оснащенных КАЗ от поражения кумулятивными средствами ближнего боя и лёгкими ПТУР, уровень 4 STANAG 4569 является минимально необходимым. Соответственно к защите машин средней категории предъявляются более высокие требования, включая требования по защите от импровизированных взрывных устройств определенного типа и иных средств поражения, требования, выполнимые исключительно за счет увеличения массы пассивной брони. Заблуждения относительно возможностей машины со слабым уровнем бронирования, оснащенной высокоэффективным комплексом активной защиты, являются нереалистичными и ни на чём не основаны».

## Применение
Опытные образцы-прототипы AMAP-ADS прошли испытания на нескольких боевых машинах, включая БМП Maрдер, SEP, CV90120 и AMV.
В начале 2011 года заключен контракт с компанией ADS Gesellschaft für Aktive Schutzsysteme на поставку неназванному государству в Азии КАЗ AMAP-ADS для защиты стоящих на вооружении боевых машин. В то же время вооружённые силы ряда европейских государств рассматривают вопрос о приобретении комплекса. С учётом этого обстоятельства, компания Rheinmetall Defence увеличила свою долю в совместном бизнесе ADS Gesellschaft für Aktive Schutzsysteme с 25 до 75 процентов. Доля IBD Deisenroth Engineering теперь составляет 25 процентов.